# Fujairah
Fujairah este un oraș din Emiratele Arabe Unite, capitala Emiratului Fujairah.

## Clima
| Date climatice pentru Fujairah | Date climatice pentru Fujairah | Date climatice pentru Fujairah | Date climatice pentru Fujairah | Date climatice pentru Fujairah | Date climatice pentru Fujairah | Date climatice pentru Fujairah | Date climatice pentru Fujairah | Date climatice pentru Fujairah | Date climatice pentru Fujairah | Date climatice pentru Fujairah | Date climatice pentru Fujairah | Date climatice pentru Fujairah | Date climatice pentru Fujairah |
| Luna                           | Ian                            | Feb                            | Mar                            | Apr                            | Mai                            | Iun                            | Iul                            | Aug                            | Sep                            | Oct                            | Nov                            | Dec                            | Anual                          |
| ------------------------------ | ------------------------------ | ------------------------------ | ------------------------------ | ------------------------------ | ------------------------------ | ------------------------------ | ------------------------------ | ------------------------------ | ------------------------------ | ------------------------------ | ------------------------------ | ------------------------------ | ------------------------------ |
| Maxima medie °C (°F)           | 23 (73)                        | 25 (77)                        | 28 (82)                        | 33 (91)                        | 37.2 (99)                      | 38.4 (101,1)                   | 38.7 (101,7)                   | 37.8 (100)                     | 36 (97)                        | 34 (93)                        | 30 (86)                        | 26 (79)                        | 32,3 (90,1)                    |
| Minima medie °C (°F)           | 12 (54)                        | 13 (55)                        | 16 (61)                        | 19 (66)                        | 23 (73)                        | 26 (79)                        | 28.6 (83,5)                    | 28.2 (82,8)                    | 25 (77)                        | 21 (70)                        | 16 (61)                        | 14 (57)                        | 20,2 (68,3)                    |
| Minima istorică °C (°F)        | 5 (41)                         | 6 (43)                         | 7 (45)                         | 9 (48)                         | 12 (54)                        | 15 (59)                        | 18 (64)                        | 21 (70)                        | 23 (73)                        | 18 (64)                        | 12 (54)                        | 7 (45)                         | 5 (41)                         |
| Precipitații mm (inches)       | 19 (0.75)                      | 45 (1.77)                      | 25 (0.98)                      | 8 (0.31)                       | 2 (0.08)                       | 0 (0)                          | 0 (0)                          | 0 (0)                          | 1 (0.04)                       | 4 (0.16)                       | 7 (0.28)                       | 13 (0.51)                      | 124 (4,88)                     |
| Sursă: weather2travel          |                                |                                |                                |                                |                                |                                |                                |                                |                                |                                |                                |                                |                                |